# Łęg (Śrem)
Pour les articles homonymes, voir Łęg.
Łęg (prononciation : [wɛnk]) est un village polonais de la gmina de Śrem dans le powiat de Śrem de la voïvodie de Grande-Pologne dans le centre-ouest de la Pologne.
Il se situe à environ 4 kilomètres à l'est de Śrem (siège de la gmina et du powiat) et à 37 kilomètres au sud de Poznań (capitale régionale).

## Histoire
De 1975 à 1998, le village faisait partie du territoire de la voïvodie de Poznań.

Depuis 1999, Łęg est situé dans la voïvodie de Grande-Pologne.
Le village possède une population de 70 habitants en 2007.